# Lijst van winnaars van de Billie Jean King Cup
Deze pagina geeft een overzicht van alle winnaars van de Billie Jean King Cup. In het vrouwentennis is dit het meest prestigieuze toernooi voor landenteams. Het wordt sinds 1963 elk jaar gehouden. Ook de verloren finaleplaatsen worden vermeld.
| Land                | Winst in de jaren                                                                                               | Verloren finale in de jaren                                                 |
| ------------------- | --- | --------------------------------------------------------------------------- |
| Verenigde Staten    | 1963, 1966, 1967, 1969, 1976, 1977, 1978, 1979, 1980, 1981, 1982, 1986, 1989, 1990, 1996, 1999, 2000, 2017 (18) | 1964, 1965, 1974, 1985, 1987, 1991, 1994, 1995, 2003, 2009, 2010, 2018 (12) |
| Australië           | 1964, 1965, 1968, 1970, 1971, 1973, 1974 (7)                                                                    | 1963, 1969, 1975, 1976, 1977, 1978, 1979, 1980, 1984, 1993, 2019, 2022 (12) |
| Tsjechië            | 2011, 2012, 2014, 2015, 2016, 2018 (6)                                                                          | (0)                                                                         |
| Spanje              | 1991, 1993, 1994, 1995, 1998 (5)                                                                                | 1989, 1992, 1996, 2000, 2002, 2008 (6)                                      |
| Rusland             | 2004, 2005, 2007, 2008, 2021 (5)                                                                                | 1999, 2001, 2011, 2013, 2015 (5)                                            |
| Italië              | 2006, 2009, 2010, 2013, 2024 (5)                                                                                | 2007, 2023 (2)                                                              |
| Tsjecho-Slowakije   | 1975, 1983, 1984, 1985, 1988 (5)                                                                                | 1986 (1)                                                                    |
| Frankrijk           | 1997, 2003, 2019 (3)                                                                                            | 2004, 2005, 2016 (3)                                                        |
| Duitsland           | 1987, 1992 (2)                                                                                                  | 1966, 1970, 1982, 1983, 2014 (5)                                            |
| Zwitserland         | 2022 (1) | 1998, 2021 (2)                                                              |
| Zuid-Afrika         | 1972 (1) | 1973 (1)                                                                    |
| België              | 2001 (1) | 2006 (1)                                                                    |
| Slowakije           | 2002 (1) | 2024 (1)                                                                    |
| Canada              | 2023 (1) | (0)                                                                         |
| Verenigd Koninkrijk | (0) | 1967, 1971, 1972, 1981 (4)                                                  |
| Nederland           | (0) | 1968, 1997 (2)                                                              |
| Sovjet-Unie         | (0) | 1988, 1990 (2)                                                              |
| Servië              | (0) | 2012 (1)                                                                    |
| Wit-Rusland         | (0) | 2017 (1)                                                                    |